# Lijst van Luxemburgse architecten

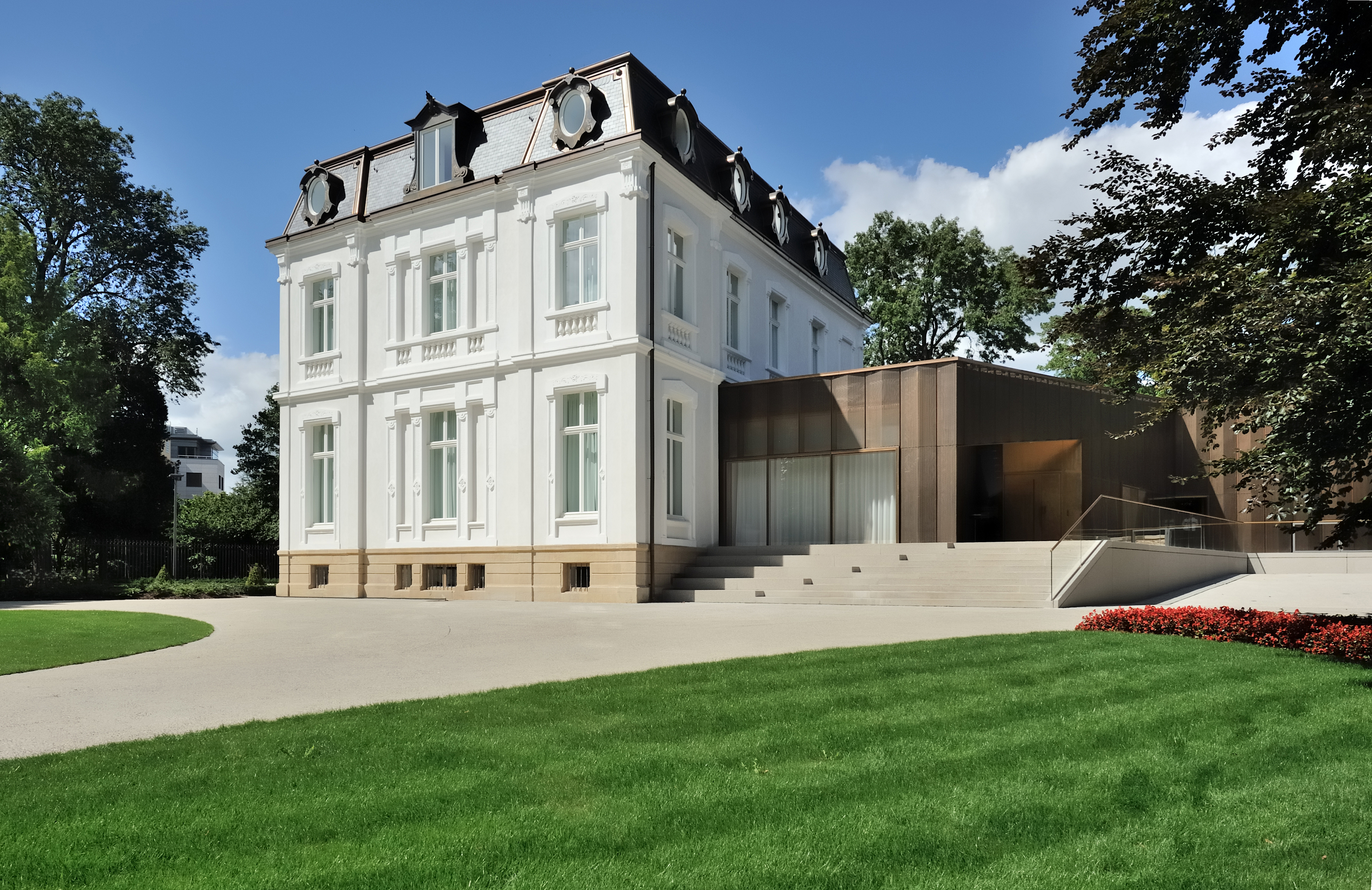
Villa Vauban, Luxemburg-Stad, Jean-François Eydt

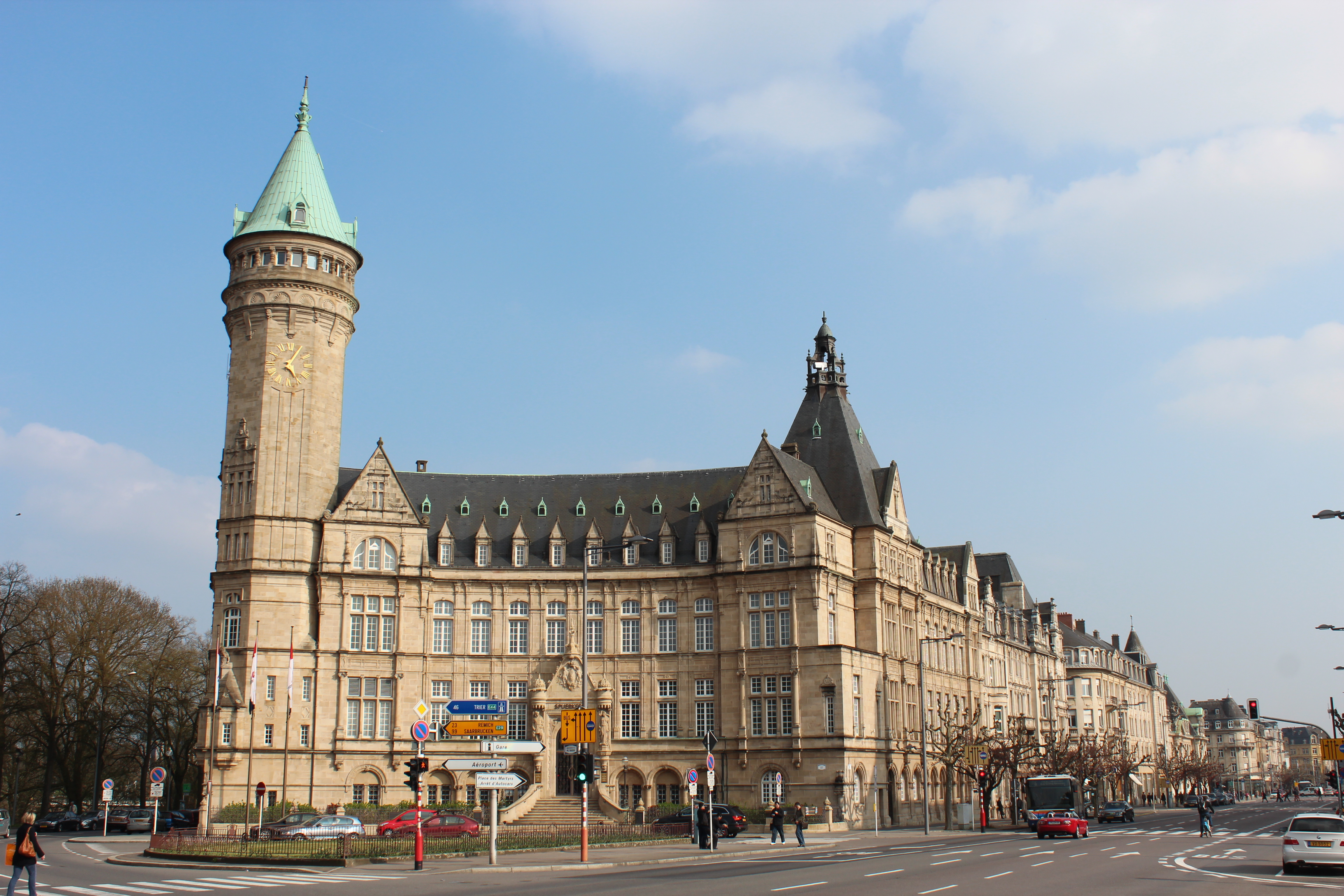
Banque et Caisse d’Epargne de l’Etat, Luxemburg-Stad, Jean-Pierre Koenig

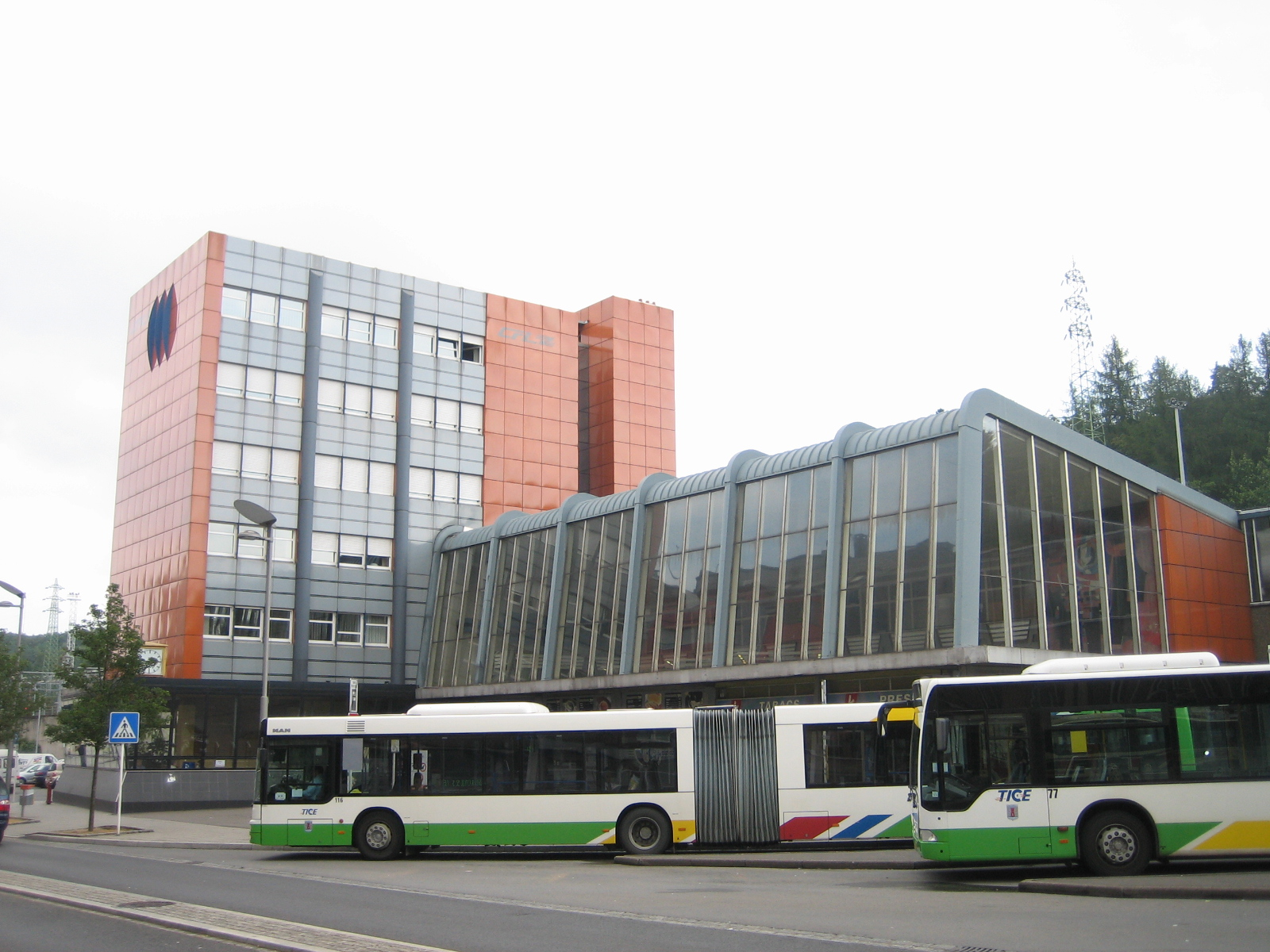
Station van Esch-sur-Alzette, Narce Lutz

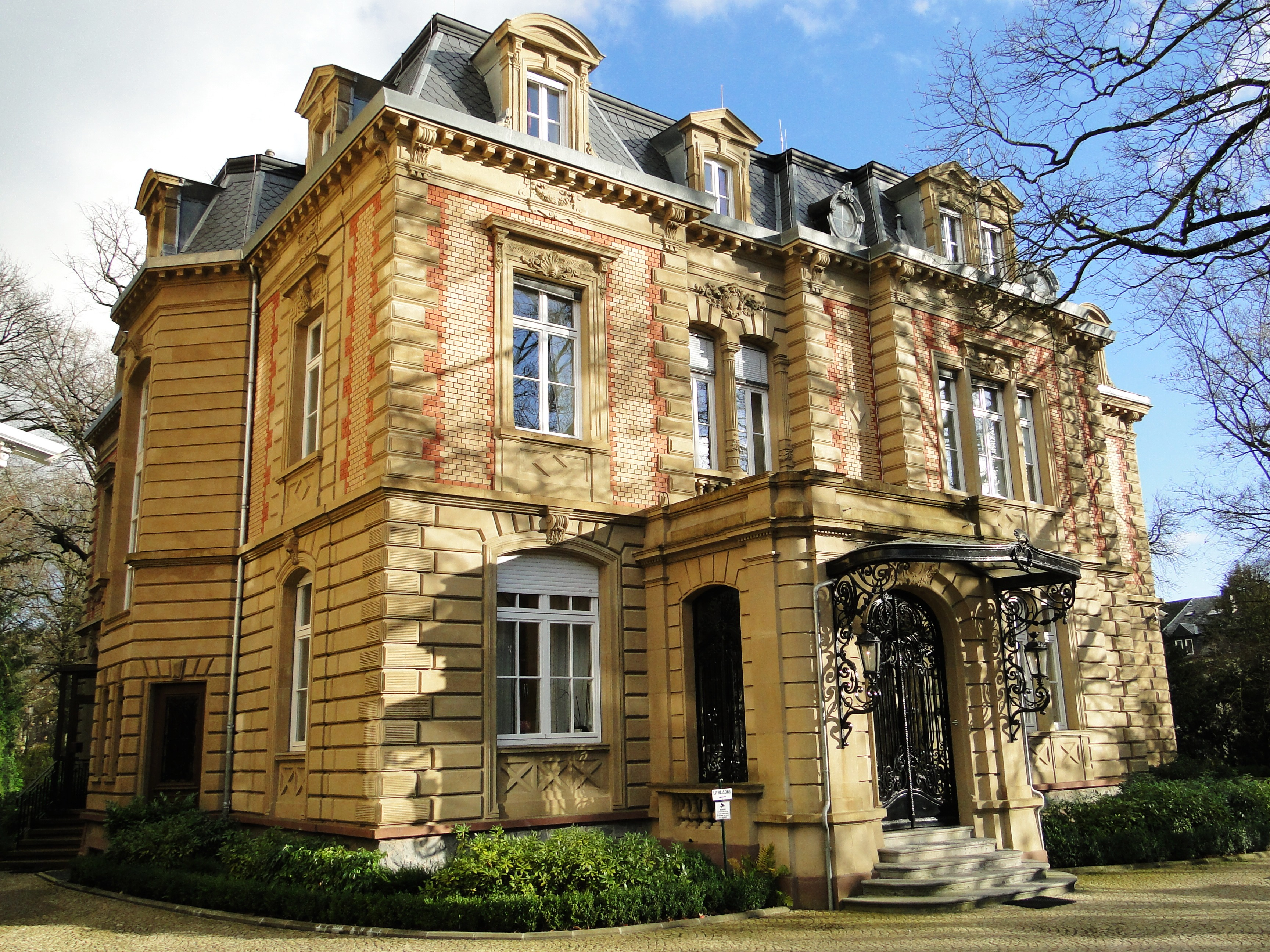
Villa Foch, Luxemburg-Stad, Charles Mullendorff

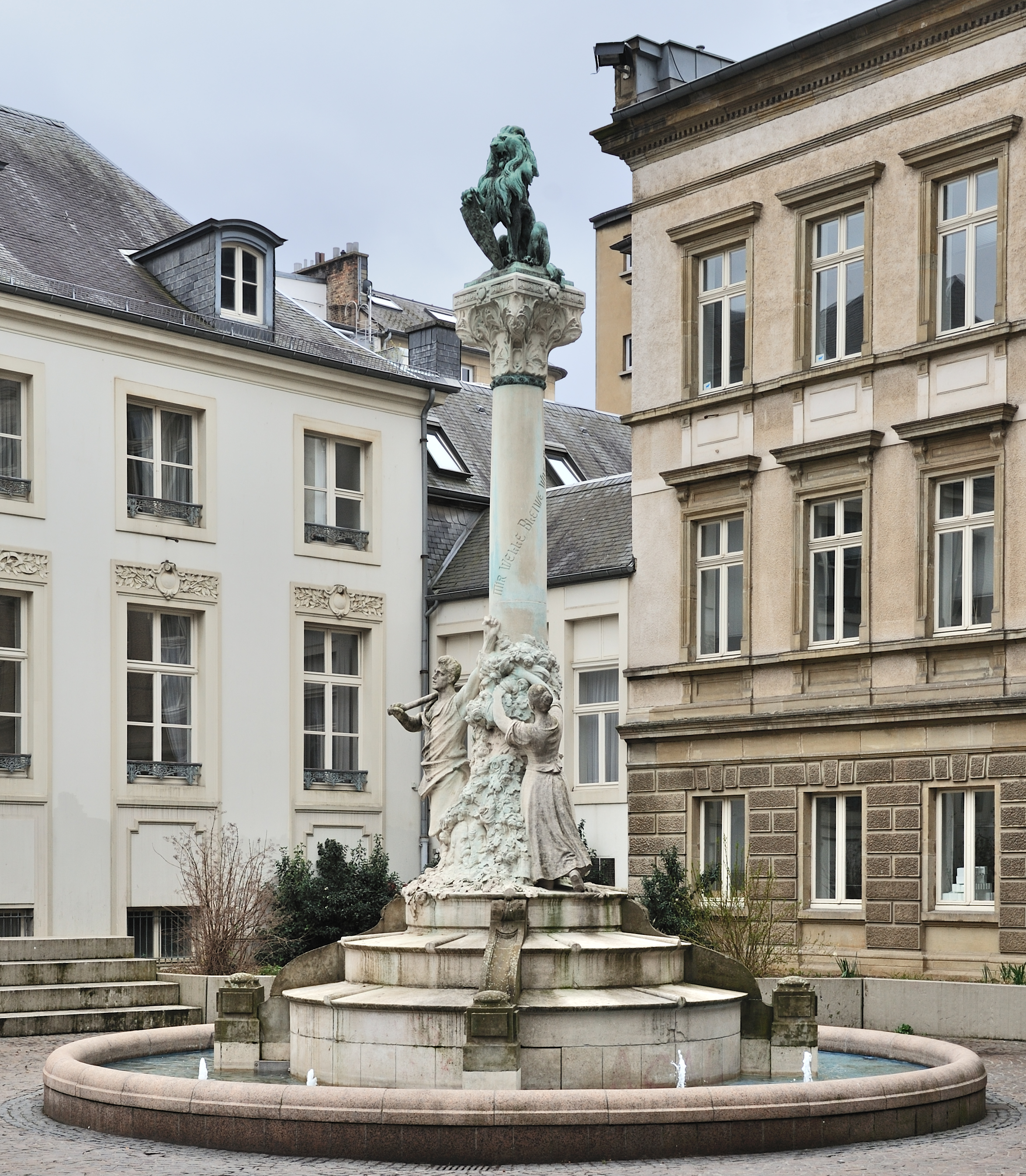
Dicks-Lentz-monument, Luxemburg-Stad, Georges Traus

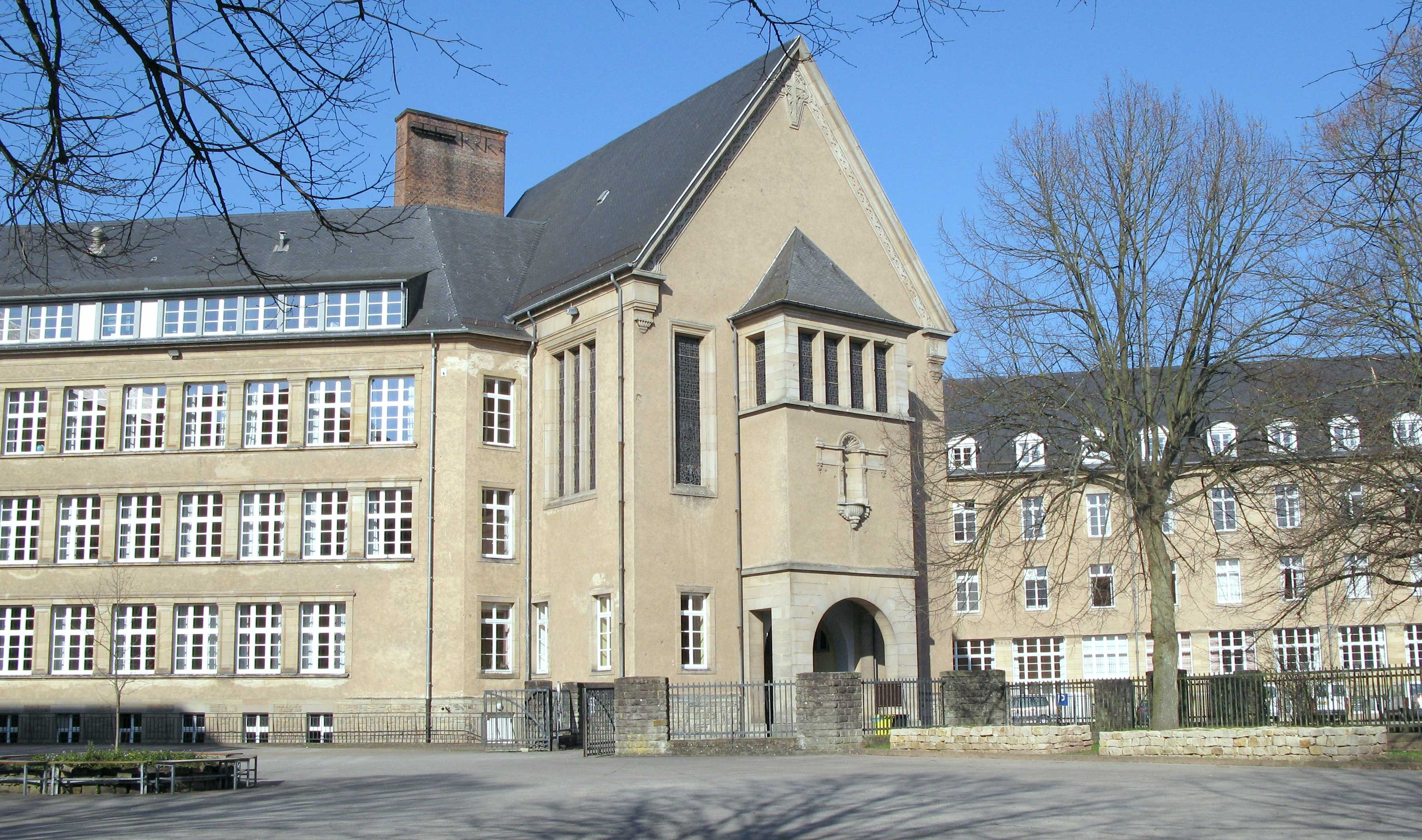
Landbouwwschool in Ettelbrück, Paul Wigreux

Dit is een alfabetische lijst van Luxemburgse architecten met een artikel op de Nederlandstalige Wikipedia.

## D
- Paul Dornseiffer (1902-1978)

## E
- Victor Engels (1892-1962)
- Jean-François Eydt (1808-1884)

## F
- Willy Faber (1915-1999)
- Camille Frieden (1914-1998)
- Paul Funck (1875-1939)
- Pierre Funck (1846-1932)

## H
- Antoine Hartmann (1817-1891)
- Michel Heintz (1906-1993)
- Antoine Hirsch (1868-1934)

## K
- Jean-Pierre Knepper (1851-1929)
- Jean-Pierre Koenig (1870-1919)
- Rob Krier (1938-2023)

## L
- Robert Lentz (1918-1970)
- Jean Lutz (1888-1961)
- Narce Lutz (1925-1984)

## M
- Jemp Michels (1906-1989)
- Charles Mullendorff (1861-1895)

## S
- Jean Schoenberg (1881-1932)
- Hubert Schumacher (1896-1961)

## T
- Georges Traus (1865-1941)

## W
- Sosthène Weis (1872-1941)
- Auguste van Werveke (1866-1927)
- Paul Wigreux (1880-1960)